# 马克思主义贝里亚尔主义共产党
马克思主义贝里亚尔主义共产党（英语：Marxist Periarist Communist Party）是印度泰米尔纳德邦的一个已不存在的共产主义政党。该党的创始人是V. Anaimuthu。该党的名称中的“贝里亚尔主义”可能是指出生于泰米尔纳德邦城市埃罗德的印度贱民权利运动先驱Periyar E. V. Ramasamy的思想。